# Morihei Ueshiba

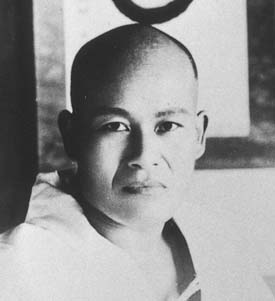
Morihei Ueshiba (1921)

Morihei Ueshiba (Japans: 植芝 盛平, Ueshiba Morihei) (Tanabe, 14 december 1883 – Iwama, 26 april 1969) is de grondlegger van het Aikido. 
Veelal wordt Morihei Ueshiba Ōsensei (翁先生) genoemd, wat Japans is voor grote leraar.
Zijn zoon Kisshomaru Ueshiba werd de tweede doshu, de officiële erfgenaam en onderhouder van Aikido, tot zijn dood op 4 januari 1999. De huidige doshu van Aikido is Kisshomaru Ueshiba's zoon Moriteru Ueshiba.
Er bestaan veel anekdotes over Morihei Ueshiba, waarvan een aantal met ooggetuigen. Zo zou een groep studenten met zwaarden hem eens dicht hebben omsingeld, waarbij hij (ongewapend) kon ontsnappen, terwijl veel van de studenten later aangaven, dat ze niet eens hadden waargenomen dat Ōsensei hun voorbijging.
Ook op hogere leeftijd zou hij in staat zijn geweest zich op een schijnbaar wonderbaarlijke wijze tegen meerdere aanvallers tegelijk te weren. Hij was onderscheiden met de Orde van de Heilige Schatten van Japan.